# 張琳
張 琳（ちょう りん、生年不詳 - 建福元年（1122年））は、遼（契丹）の人物。

## 生涯
瀋州（現在の遼寧省瀋陽市）の出身で、幼少の頃より大志を抱いていたという。寿昌6年（1100年）に秘書中允となる。天祚帝が即位すると戸部使に転じたが、しばらくして南府宰相に任じられた。
天慶4年（1114年）に蕭嗣先率いる遼軍が寧江州で阿骨打の女真軍に敗れると蕭奉先（蕭嗣先の兄）は軍事に疎いとして、天慶5年（1115年）に代わって金（女真）への東征を命じられた。張琳は先の大敗は軽挙によるものであったとして、漢人の富民の中から将兵を募って十万の軍を編成し、それをもって金軍を防ぐ旨を上奏した。漢人を将として兵を統率させるのはそれまでの遼の歴史上でかなり珍しいことであった。詔を受けて中京・上京・長春・遼西の四路で軍を編成したが、働き手を取られた民たちの生業は停滞し、苦しんだ。四路の軍兵は集まると逃亡し、民たちの暮らしを混乱させる結果に終わった。張琳は軍をうまく統率できず、淶流河（現在の拉林河）で金軍に大敗を喫した。
翌天慶6年（1116年）に東京（現在の遼寧省遼陽市）で裨将だった高永昌が反乱を起こすと、郷里の瀋州が蹂躙されることに心を痛めた張琳は遼東の流民を募って2万人の「転戸軍」とし、蕭韓家奴と共に瀋州から反乱の鎮圧にあたった。しかし転戸軍は備えを怠って、高永昌の増援に来た金軍に敗北し、瀋州城に逃げ帰ったが、金軍に城を破られて城の西から脱出した。張琳は敗戦の責任を取らされて平州（現在の河北省秦皇島市盧龍県）の遼興軍節度使に左遷された。
保大2年（1122年）、金軍によって中京（現在の内モンゴル自治区赤峰市寧城県大明鎮）が陥落すると、天祚帝は雲中（現在の山西省大同市）に慌てて逃亡し 、張琳は李処温らと共に南京の留守であった秦晋王耶律涅里を補佐するよう命じられた。李処温らが耶律涅里を皇帝に擁立しようとすると、張琳は難色を示したがやむなくこれに従った。北遼が成立すると太師の地位にあったが後に平章軍国大事に任じられた。しかし表向きは敬われたが重用されず、程なくして病死した。

## 参考書籍
- 三上次男『金代女真の研究』満日文化協会、1937年。

| スタブアイコン | サブスタブ | この項目は、まだ閲覧者の調べものの参照としては役立たない、人物に関連した書きかけの項目です。この項目を加筆・訂正などしてくださる協力者を求めています（P:人物伝/PJ:人物伝）。 |